# Derrick Barnes
Derrick Danta Barnes Jr. (Covington, 29 maggio 1999) è un giocatore di football americano statunitense che milita nel ruolo di linebacker per i Detroit Lions della National Football League (NFL).

## Carriera

### Detroit Lions
Barnes al college giocò a football all'Università Purdue. Fu scelto nel corso del quarto giro (113º assoluto) nel Draft NFL 2021 dai Detroit Lions. Debuttò come professionista nella gara della settimana 1 contro i San Francisco 49ers mettendo a segno un tackle. La sua stagione da rookie si concluse con 61 placcaggi e 2 sack disputando tutte le 17 partite, di cui 6 come titolare.